# إسلام بيبي
 إسلام بيبي  ملازم أول في شرطة أفغانستان في ولاية هلمند، توفيت في الثالث من يوليو/تموز عام 2013.

## السيرة الذاتية
ولدت إسلام عام 1974 في مقاطعة قندوز، ومن ثمَّ لجأت إلى إيران في التسعينيات من القرن العشرين خوفاً من حركة طالبان، لكنها عادت لتطوع مع فريق شَرطة أفغانستان عن ولاية هلمند، لذات السبب الذي دفعها للهجرة وهو حماية البلاد من خطر طالبان. وعلى الرغم من أن إسلام بيبي تركت الدراسة في عمر 10 سنوات، إلا أنها أبدت استجابة جيدة في عملها ضمن الشرطة منذ أن تطوعت فيه عام 2005 وترقت بسرعة في الرتب حتى تصل لرتبة ملازم أول.
لكنَّ عائلة بيبي كانت معارضة لعملها في الشرطة وقامَ أخاها بمحاولة اغتيالها عدة مرات جراء ذلك.
تزوجت إسلام بيبي ورزقت بستة أطفال، وكانت تتلقى وعائلتها تهديدات بكافة الطرق بشكل دائم رغم محاولة بيبي الحثيثة للتخلص منها، كانتقالها من مسكنها عدة مرات وتغيير أرقامها.

## يوم الاغتيال
صباح يوم 3 يوليو 2013 اتصلت بيبي بمركز شرطة هلمند لإعلامهم أنها تريد الانتقال من الفرع، جاء الرد بطلب المجيء لإجراء الترتيبات لذلك، عندها جاء قريبها (أخا زوجها الذي هو شرطي أيضاً) لاصطحابها للعمل، فتلقت عدة طلقات نارية أردتها قتيلة قرب منزلها.